# 장동열
장동열(1994년 10월 22일 ~)은 대한민국의 배우다. 2019년 JTBC 드라마 '바람이 분다'로 데뷔했다.

## 방송
- 바람이 분다 (2019)
- 헬로트로트 (2021) - Top60(55위)
- 탑 매니지먼트 (2022)
- 불타는 트롯맨 (2022) - Top25(16위)
- 부산MBC 기장임랑 해변대학가요제 (2022) - 금상

## 음반
- 불타는 트롯맨 예선전 PART 1 (2022)
- 불타는 트롯맨 팀 데스매치 PART 1 (2023)
- 불타는 트롯맨 디너쇼 미션 PART 1 (2023)